# NGC 1410
NGC 1410 är en säregen linsformad galax i stjärnbilden Oxen. Den upptäcktes den 17 januari 1855 av den engelske astronomen R. J, Mitchell. NGC 1410 ligger i omedelbar närhet av den större linsformade galaxen NGC 1409, och de två växelverkar starkt med varandra. Deras respektive kärna har ett avstånd på bara 23 000 ljusår, och de delar ett diffust stjärnhölje med en radie som sträcker sig upp till 49 000 ljusår.
NGC 1410 klassificeras som en Seyfertgalax av typ II och verkar genomgå stjärnbildning, till skillnad från dess granne NGC 1409. Den visar tecken på att vara dynamiskt störd, särskilt längs västra sidan. Det finns en tydlig överföring av stoft och gas som kanaliseras från NGC 1410 till NGC 1409. Denna bana har en typisk bredd på 330 ljusår med en uppskattad massa på 3 × 106 solmassor och överför massa med en uppskattad hastighet av 1,1-1,4 solmassa per år.